# Парк-Рівер (Північна Дакота)
Парк-Рівер (англ. Park River) — місто (англ. city) в США, в окрузі Волш штату Північна Дакота. Населення — 1424 особи (2020).

## Географія
Парк-Рівер розташований за координатами 48°23′37″ пн. ш. 97°44′39″ зх. д. / 48.39361° пн. ш. 97.74417° зх. д. (48.393607, -97.744068).  За даними Бюро перепису населення США в 2010 році місто мало площу 5,62 км², уся площа — суходіл.

## Демографія
Згідно з переписом 2010 року, у місті мешкали 1403 особи в 643 домогосподарствах у складі 360 родин. Густота населення становила 249 осіб/км².  Було 734 помешкання (131/км²).
Расовий склад населення:
| - 97,0 % — білих - 1,3 % — корінних американців - 0,2 % — азіатів |

До двох чи більше рас належало 1,1 %. Частка іспаномовних становила 2,4 % від усіх жителів.
За віковим діапазоном населення розподілялося таким чином: 21,2 % — особи молодші 18 років, 51,3 % — особи у віці 18—64 років, 27,5 % — особи у віці 65 років та старші. Медіана віку мешканця становила 49,4 року. На 100 осіб жіночої статі у місті припадало 95,9 чоловіків;  на 100 жінок у віці від 18 років та старших — 88,1 чоловіків також старших 18 років.
Середній дохід на одне домашнє господарство  становив 64 833 долари США (медіана — 42 692), а середній дохід на одну сім'ю — 82 882 долари (медіана — 61 786). Медіана доходів становила 50 691 долар для чоловіків та 33 750 доларів для жінок. За межею бідності перебувало 14,9 % осіб, у тому числі 23,2 % дітей у віці до 18 років та 9,0 % осіб у віці 65 років та старших.
Цивільне працевлаштоване населення становило 649 осіб. Основні галузі зайнятості: освіта, охорона здоров'я та соціальна допомога — 29,1 %, виробництво — 11,2 %, сільське господарство, лісництво, риболовля — 10,6 %.